# Ранохон Аманова
Ранохон Аманова (8 серпня 1994) — узбецька плавчиня.
Учасниця Олімпійських Ігор 2012, 2016 років.